# Nedum Onuoha
Chinedum "Nedum" Onuoha (Warri, 12 de novembro de 1986) é um ex-futebolista anglo-nigeriano que atuava como zagueiro ou lateral.

## Carreira

### Manchester City
Iniciou sua carreira no Manchester City, profissionalizando-se em 2004, e fazendo sua estreia na Copa da Liga, contra o Arsenal, em outubro do mesmo ano. O debut na Premier League foi em novembro, contra o Norwich City. Originalmente zagueiro, foi improvisado como lateral-direito pelo então treinador dos Citizens, Kevin Keegan. Apesar de ser reserva, Onuoha era frequentemente usado como opção durante os jogos devido a uma série de lesões, atuando em 95 partidas e marcando 3 gols.

### Empréstimo ao Sunderland
Em agosto de 2010, foi emprestado ao Sunderland, participando em 31 jogos e marcando um gol, contra o Chelsea.

### Queen's Park Rangers
Depois de voltar ao City, Onuoha disputou apenas um jogo pelos Citizens na temporada 2011-12, antes de ser contratado em janeiro do ano seguinte pelo Queens Park Rangers, sendo o atual capitão da equipe de Londres.

## Carreira internacional
Nigeriano de nascimento, o lateral-zagueiro integrou as equipes Sub-20 e Sub-21 da Seleção Inglesa entre 2005 e 2009. Em 2007, foi convocado para defender as Super-Águias, porém disse que pretendia jogar pelo English Team em competições internacionais. Posteriormente, Onuoha admitiu que aceitaria defender a Seleção Nigeriana caso fosse convocado para uma Copa.

## Títulos
Queens Park Rangers
- Playoff's da Segunda Divisão inglesa: 2013–14